# Harry Rosenbusch
(Karl) Heinrich/Harry (Ferdinand) Rosenbusch, Karl Heinrich/Harry Rosenbusch, ou H. F. Rosenbusch (Einbeck, 24 de junho de 1836 – Heidelberg, 20 de janeiro de 1914) foi um petrologista alemão. Foi professor de petrografia e mineralogia na Universidade de Heidelberg, de 1877 a 1908. Também lecionou na Universidade de Estrasburgo. Foi laureado com a medalha Wollaston de 1903 pela Sociedade Geológica de Londres.

## Trabalho científico
Já em sua dissertação Rosenbusch utilizou a técnica de examinar seções finas para a análise petrográfica das rochas. Naquela época, essa técnica só era conhecida nos países de língua alemã há alguns anos, depois que o geólogo de Bonn Ferdinand Zirkel a aprendeu pela primeira vez com o cientista inglês Henry Clifton Sorby e a introduziu no repertório da petrografia. Ao contrário de Zirkel e seu cunhado Hermann Vogelsang, cujos interesses nesses primeiros anos foram inicialmente voltados mais para a investigação de questões de formação rochosa por meio de investigações de seção fina, Rosenbusch reconheceu a importância do método para a determinação óptica de minerais formadores de rochas, bem como para as possibilidades de análises quantitativas da composição rochosa. Isso representou um avanço significativo em relação às possibilidades anteriormente únicas para o exame óptico de rochas a olho nu ou com magnificação e fez com que o número de tipos de rochas cientificamente descritos se multiplicasse nas décadas seguintes. O próprio Rosenbusch encorajou expressamente tais novas descrições e renomeações (citado de):
"Quem encontra ou estabelece um novo termo tem não só o bom direito, mas também o dever de criar uma expressão para ele."

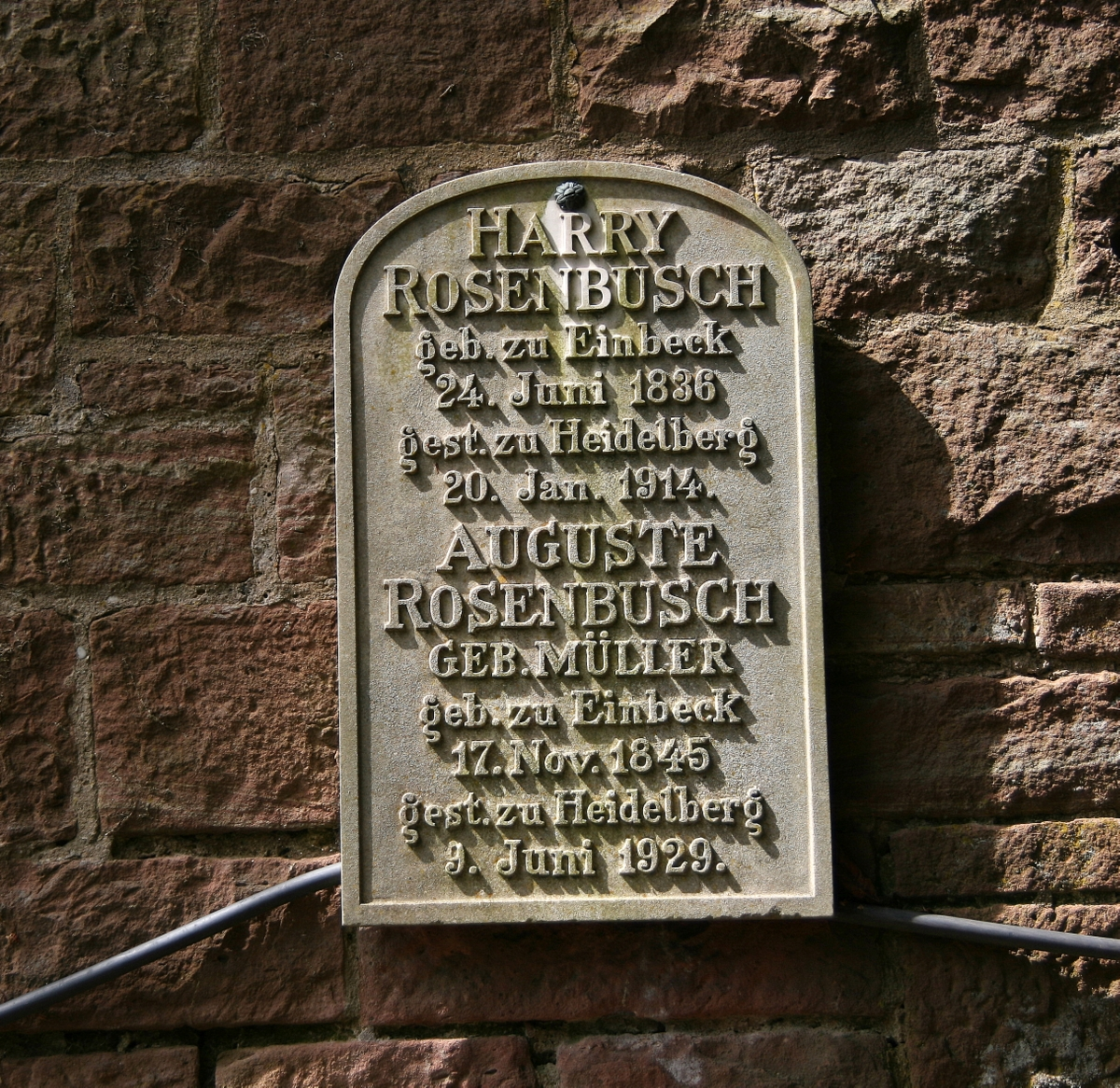
Sepultura no Bergfriedhof em Heidelberg

Embora as primeiras vozes de alerta tenham sido levantadas de que essa abordagem (sem a introdução simultânea de uma classificação obrigatória das rochas) poderia levar à fragmentação e confusão, isso não poderia parar o desenvolvimento: enquanto o próprio Rosenbusch já havia listado 242 nomes apenas para rochas ígneas em 1898, onde seu colega Ferdinand Zirkel só conhecia 97 nomes em 1866, Em 1963, já eram cerca de 4 000 nomes Em muitos casos, eram nomes locais ou nomes de fantasia que não tinham relação com a natureza da rocha. A União Internacional de Ciências Geológicas está atualmente tentando reduzir esse número, introduzindo recomendações sobre a nomenclatura sistemática de rochas ígneas e metamórficas.
Durante seu tempo em Estrasburgo, Rosenbusch também se envolveu em pesquisas sobre metamorfose; Entre outras coisas, a distinção entre metamorfose regional e de contato pode ser rastreada até ele. Em Heidelberg, as investigações de rochas de ganga foram adicionadas como um foco adicional.

## Obras literárias
- Mikroskopische Physiographie der petrographisch wichtigen Mineralien, 1873
- Mikroskopische Physiographie der Mineralien und Gesteine, 4 Vols., 1873-1877
- Elemente der Gesteinsehre, 1898
- Mikroskopische Physiographie (4th ed., Stuttgart, 1909, 2 vols.)